# Le Mystère des treize
Pour les articles homonymes, voir L'Œil du Malin.
Pour plus de détails, voir Fiche technique et Distribution.
Le Mystère des treize ou L'Œil du Malin (Eye of the Devil) est un film britannique réalisé par J. Lee Thompson et sorti en 1966.

## Synopsis
En Dordogne, la famille de lignée aristocratique des Montfaucon est propriétaire d'une grande exploitation viticole. Mais, depuis des générations, ses descendants mâles semblent être poursuivis par une terrible malédiction. Ils meurent tous de mort violente, pour le bien du village. Catherine de Montfaucon tente de dissuader Philippe, son époux, de perpétuer cette destinée. L'issue sera fatale, mais leur très jeune fils semble décidé à entretenir la tradition…

## Fiche technique
- Titre original : Eye of the Devil
- Titre français : Le Mystère des treize ; L'Œil du Malin (ressortie DVD)
- Réalisation : J. Lee Thompson
- Scénario : Dennis Murphy (en) et Philip Loraine (en) d’après le roman Day of the Arrow (1964) de Philip Loraine
- Direction artistique : Elliot Scott (en)
- Costumes : John Furniss (en) et Julie Harris pour les robes de Deborah Kerr
- Photographie : Erwin Hillier
- Son : A. W. Watkins (en), Gerry Turner[2]
- Montage : Ernest Walter[3]
- Musique : Gary McFarland

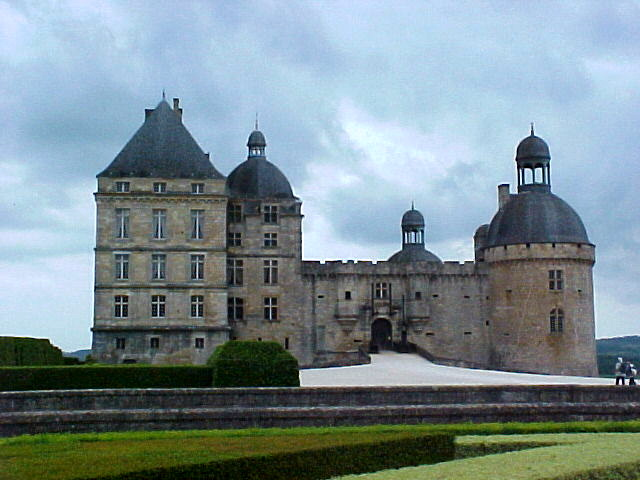
Le château de Hautefort, site du tournage extérieur

- Production : John Calley, Martin Ransohoff
- Production déléguée : Ben Kadish[4]
- Société de production : Filmways Pictures
- Société de distribution : MGM
- Pays d'origine :  Royaume-Uni[1]
- Langue originale : anglais
- Format : 35 mm — noir et blanc — 1.66:1 — son monophonique (Westrex Recording System)
- Genre : horreur, thriller, drame
- Durée : 92 minutes
- Date de sortie : Royaume-Uni : 5 juillet 1966 ; France : inédit ?
- Affiche : Enzo Nistri (Italie)

## Distribution

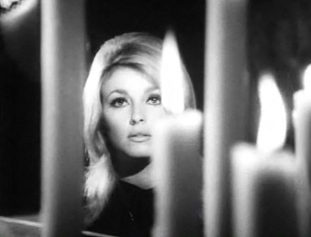
Sharon Tate dans le rôle d'Odile de Caray

- Deborah Kerr (VF : Nadine Alari) : Catherine de Montfaucon
- David Niven (VF : Bernard Dhéran) : Philippe de Montfaucon
- Donald Pleasence (VF : Jacques Dynam) : le père Dominique
- Edward Mulhare (VF : Dominique Paturel) : Jean-Claude Ibert
- Flora Robson (VF : Lily Baron) : la comtesse Estelle
- Emlyn Williams (VF : Georges Riquier) : Alain de Montfaucon
- Sharon Tate : Odile de Caray
- David Hemmings (VF : Michel Paulin) : Christian de Caray
- John Le Mesurier (VF : Jacques Berthier) : le docteur Monnet
- Suky Appleby : Antoinette
- Donald Bisset (en) (VF : Henri Poirier) : Rennard
- Robert Duncan (VF : Francette Vernillat) : Jacques
- Michael Miller : Grandec

## Production

### Casting
« Filmways avait sous contrat pour plusieurs films une comédienne du nom de Sharon Tate. Elle tournait alors dans Treize, film dont elle partageait la vedette avec David Niven et Deborah Kerr et qui sortit finalement sous le titre de L’Œil du démon, rebaptisé par des distributeurs superstitieux. »

— Roman Polanski
Kim Novak, qui a été initialement engagée pour le rôle de Catherine, doit renoncer à son rôle, officiellement à la suite d'une mauvaise chute de cheval. Selon David Hemmings toutefois, elle est renvoyée du tournage à la suite d'une violente altercation avec le producteur Martin Ransohoff (certaines sources évoquent une jalousie vis-à-vis de sa jeune partenaire, qui avait entretenu une liaison avec Ransohoff). Elle est remplacée début décembre 1965 par Deborah Kerr sur la suggestion de David Niven. 
J. Lee Thompson a repris le film en court de tournage, remplaçant le réalisateur initial Michael Anderson (J. Lee Thompson, British Film Makers. S. Chibnall) Manchester University Press, 2001 

### Tournage
Le tournage a débuté le 20 septembre 1965 au château de Hautefort (Dordogne) pour les extérieurs, et aux studios d'Elstree (Royaume-Uni).

### Vidéographie
L'Œil du Malin (Eye of the Devil) de Jack Lee  Thompson, Warner Bros., coll. « Les Trésors Warner-TCM », 26 septembre 2012, 1 DVD [présentation en ligne]